# 大滝平正
大滝 平正（おおたき ひらまさ、1949年（昭和24年）1月16日 - ）は、日本の政治家。前新潟県村上市長（2期）。

## 来歴
新潟県山北町（現・村上市）出身。1967年3月、新潟県立新発田商工高等学校（新潟県立新発田商業高等学校と新潟県立新発田南高等学校の前身）卒業。同年4月、印刷会社に就職。1984年（昭和59年）3月、山北町議会議員に就任。1994年（平成6年）12月、山北町長選挙に出馬するために、町議を辞任。1999年（平成11年）4月、山北町長に就任。
2008年（平成20年）4月1日、村上市（旧市）が岩船郡荒川町・神林村・朝日村・山北町と合併し、新市制による「村上市」が誕生する。それにより同年4月27日に執行された村上市長選挙に無所属で出馬し、旧村上市長の佐藤順と佐藤度を破って初当選。2012年（平成24年）4月の市長選で2期目の当選。2015年（平成27年）5月31日、病気を理由に辞職。
2019年、旭日小綬章受章。